# Pogonieae
Tribu
Synonymes
(Sous-tribu des) Pogoniinae
Les Pogonieae sont une tribu de plantes de la famille des Orchidaceae.
Le genre type est Pogonia Juss. (1789).

## Description
La couleur des pétales et des sépales est rose, quelques fois blanche ou bleuâtre. Leurs sépales ont une forme oblongue, elliptique ou lancéolée.

## Répartition
La distribution des espèces va du Sud au Nord des Amériques et dans l'est de l'Asie.

## Liste des genres
- Cleistes
- Duckeella
- Isotria
- Pogonia
- Pogoniopsis

## Publication originale
- Pfitzer ex Garay & Dunsterv., Venezuela Orchids Illustrated (Venez. Orchids III) Vol.3, London: Duetsch., 2: 28 (1961).